# SS Wollongbar (1922)
Il Wollongbar II  fu un piroscafo da carico e trasporto passeggeri perso per siluramento vicino a Coff's Harbour, nel Nuovo Galles del Sud, il 29 aprile 1943.

## Storia
Dopo la perdita per naufragio del piroscafo da carico SS Wollongbar, avvenuta nel 1921, la compagnia di navigazione australiana North Coast Steam Navigation Company decise di ordinare la costruzione di una nuova unità presso il cantiere navale Lithgows di Port Glasgow, Scozia. La nuova nave portava il nome della precedente, e doveva effettuare un viaggio settimanale tra Byron Bay, da cui salpava il martedì, a Sydney, da cui ripartiva il sabato. Durante gli anni di servizio fu noleggiata per dare il cambio alla Nairana sullo stretto di Bass o ad altre navi sulle rotte interstatali. Una volta, ad esempio, quando la "Riverina" naufragò vicino a Gabo nell'aprile del 1927, la Wollongbar viaggiò per diverse settimane tra Sydney e Hobart. Quando la Wollongbar non effettuava il viaggio tra Sydney e Byron Bay con l'Orara, veniva sostituita dalla Pulganbar.
Dal 1942 al 1943, in piena seconda guerra mondiale, la North Coast Steam Navigation Co. Ltd. operò con solo sei navi, Arakoon, Bonalbo, Doepel, Umarra, Wyangane e Wollongbar II. Verso la fine dell'aprile 1943 la nave era in viaggio verso Byron Bay con a bordo 37 membri dell'equipaggio, senza passeggeri, quando ricevette un SOS da un piroscafo SS Limerick della Union Steamship Company che era in fiamme. Il Wollongbar raggiunse la posizione del Limerick senza trovare sopravvissuti, prima di proseguire verso Byron Bay dove sbarcò il suo carico e caricò carne e burro congelati diretti a Newcastle. Alle 10:15 del 29 aprile 1943 il Wollongbar fu silurato dal sottomarino giapponese I-180, capitano Toshio Kusaka, sei miglia al largo di Crescent Head. Il comandante del Wollongbar II al momento dell'attacco era il primo ufficiale Will Mason, che sostituiva il titolare Charles Benson. Kusaka lanciò il primo siluro in emersione da una distanza di 450 m, che colpì il piroscafo vicino alla stiva numero due, immergendosi subito dopo aver lanciato un secondo siluro da 275 m. Danneggiata gravemente, la nave fu colpita poco dopo da un secondo siluro che ne causò l'affondamento.  Il Wollongbar si spezzò in due con i tronconi che si immersero nel giro di due minuti,.  Dei 37 membri dell'equipaggio a bordo, solo 5 sopravvissero, Will Mason, primo ufficiale;  Roy Brown, timoniere; Bert Blinkhorn, vigile del fuoco; Frank Emson (gravemente ustionato), ingrassatore e Pat Tehan, marinaio. I superstiti si arrampicarono su una scialuppa di salvataggio danneggiata, e un idrovolante Consolidated PBY Catalina, pilotato dal capitano della Royal Australian Air Force Robert Hoonan, che aveva rilevato l'attacco mentre volava a una quota di 1828 m, allo stesso tempo inviò messaggi urgenti a Rathmines chiedendo aiuto per i sopravvissuti. Un messaggio radio dalla stazione dell'esercito di Crescent Head informò le autorità di Port Macquarie  dell'affondamento del Wollongbar II dicendo che vi erano superstiti e chiedendo di organizzare i soccorsi. I cinque sopravvissuti rimasero per circa un'ora tra i rottami della nave e le migliaia di casse di burro alla ricerca di altri membri dell'equipaggio, vivi o morti, ma non trovarono nessuno. Gli uomini iniziarono allora a remare verso la costa quando, a circa due miglia a largo, intorno alle 16, furono raccolti dal peschereccio locale della famiglia Radley, XLCR Excelsior, inviato in loro aiuto, che operava come nave soccorso per la città. Non fu rinvenuto nessun altro corpo dei restanti membri dell'equipaggio. Centinaia di scatole di burro arrivarono a terra la notte dopo il naufragio, con la gente del posto che le raccolse subito, dato il ferreo razionamento che vigeva all'epoca. Nel 1954 scatole di burro proveniente dal relitto si arenarono a Point Plomer, vicino Port Macquarie, coperte di cirripedi, e altre ne furono segnalate nel 1962.
Nel 2019 dei marinai di Port Macquarie segnalarono la posizione precisa di un relitto, e lo Heritage NSW, Dipartimento del Primo Ministro e del Gabinetto, intrapreso la prima ispezione archeologica del sito alla fine del 2019. Ciò includeva indagini con sonar a scansione laterale e l'impiego di un sottomarino a comando remoto (ROV) per ispezionare e fotografare il sito. L'indagine ha confermato che il relitto era quello del Wollongbar II. Il relitto mostra segni di danni estesi provocate dai siluri a prua del ponte di comando e dietro la sala macchine. Sembra che i ponti superiori siano stati sollevati verso l'alto a causa dell'esplosione e siano crollati nello scafo della nave. Il relitto è in pessime condizioni, solo le sezioni della parte centrale della nave e della prua sono rimaste parzialmente intatte. Ospita una colonia precedentemente sconosciuta di squali nutrice grigi in grave pericolo di estinzione. Il relitto e tutti i resti umani associati sono protetti dal Commonwealth Underwater Cultural Heritage Act 2018, con il sito del relitto gestito da Heritage NSW, Sydney. Anche i resti umani sono protetti ai sensi del NSW Coroners Act 2009.

### Annotazioni
1. ↑  L'equipaggio dello Excelsior era composto dal padre capitano Thomas Radley e dai fratelli Claude, Mervyn e Russell, insieme a i marinai Arthur Beattie e Raymond Smith.
2. ↑  La vittima più giovane fu il diciassettenne mozzo Ken Dury, che morì con suo padre, il terzo ingegnere James Dury, all'età di 48 anni. La vittima più anziana era lo steward, Amos Waites, di 64 anni. Le famiglie dell'equipaggio provenivano in gran parte da Sydney, con Gwilym Wilcox, nato nel Regno Unito, l'unico membro non australiano.

### Fonti
1. 1 2 3 4 5 6 7  Clydesite.
2. 1 2 3  Daily Examiner.
3. 1 2 3 4 5 6 7 8 9 10  Anzac Portal.
4. 1 2 3 4 5 6 7 8 9 10  Maritime Heritage.